# Torkilstrup
Torkilstrup – miasto w Danii, w regionie Zelandia, w gminie Lejre.